# Angelo Balducci
Angelo Balducci (San Giorgio di Pesaro, 3 luglio 1948) è un dirigente pubblico italiano. Nel 2016 è condannato in via definitiva per corruzione aggravata.

## Biografia
Figlio di Elio Balducci, pittore e scultore autodidatta scomparso nel 2001. Sposato con Rosanna Thau e padre di due figli (Lorenzo, attore, e Filippo), è laureato in ingegneria civile, ed abilitato alla professione nel 1975. È stato gentiluomo di sua santità e consultore della Congregazione per l'evangelizzazione dei popoli della Santa sede dal 1995 sino al 4 marzo 2010.
Nel 1976 vince un concorso al Ministero dei lavori pubblici. Dal 1978 al 1985 detiene la carica di ingegnere capo ufficio del Genio civile di Siena. Nel 1988 diventa dirigente generale e assume le funzioni di provveditore alle opere pubbliche per il Piemonte e la Val d'Aosta; nel 1989 assume le funzioni di provveditore per la Lombardia e nel 1990 per il Lazio. Nel 1996 è direttore generale della Difesa del suolo e alla fine dello stesso anno è nominato presidente della V sezione del Consiglio superiore dei lavori pubblici.
Per lo stesso Ministero diventa responsabile per le zone terremotate dell'Umbria e delle Marche. Nel 1998 è riconfermato provveditore alle opere pubbliche per il Lazio e nel 2001 per l'Umbria. Nel 2003 assume l'incarico di commissario delegato per la situazione emergenza Gran Sasso e nel 2004 è direttore generale del Servizio integrato infrastrutture e trasporti per le regioni Lazio, Abruzzo e Sardegna. Il 28 settembre 2005 è nominato presidente generale del Consiglio superiore dei lavori pubblici. Con ordinanza pubblicata nella G.U. del 27 gennaio 2006 arriva la nomina a commissario straordinario per la realizzazione delle opere e degli interventi funzionali allo svolgimento dei mondiali di nuoto "Roma 2009".
Nel dicembre 2006 viene nominato dalla Presidenza del Consiglio dei ministri commissario per la ricostruzione del Teatro Petruzzelli di Bari, su proposta del vicepresidente allora in carica e ministro per i Beni e le attività culturali, Francesco Rutelli.

## Controversie e procedimenti giudiziari

### Il Giubileo del 2000 e la ricostruzione del Petruzzelli
Nel 1999, mentre è in carica come provveditore alle opere pubbliche del Lazio, ha l'incarico da parte del commissario straordinario per il Giubileo, Francesco Rutelli, di sovrintendere al completamento delle infrastrutture previste per l'anno 2000, ed è al centro di polemiche nate attorno a lavori di scavo per l'allestimento del parcheggio del Gianicolo, che hanno causato la rovina di preziosi resti archeologici.
La vicenda della nomina a commissario straordinario per la ricostruzione del Teatro Petruzzelli di Bari, ricorrendo alla normativa prevista per interventi di Protezione civile, è stata al centro di indagini della Procura di Bari. 

Il 24 gennaio 2014 il Tribunale di Roma ha disposto il sequestro preventivo di beni per un valore di quattro milioni di euro nei confronti degli imprenditori Claudio ed Emiliano Cerasi e Francesco ed Alfredo Lungarini, i quali sono accusati di aver creato fondi neri per corrompere Angelo Balducci allo scopo di ottenere svariati appalti gestiti da strutture ed enti diretti dall'ex alto funzionario delle opere pubbliche.

### Lo scandalo degli appalti
Coinvolto insieme a Guido Bertolaso ed altre persone della protezione civile e dell'imprenditoria nell'inchiesta sugli appalti del G8 della Maddalena, venne raggiunto da un ordine di custodia cautelare il 10 febbraio 2010. Il 25 febbraio rassegna le dimissioni dalla presidenza del Consiglio superiore dei lavori pubblici. Le vicende giudiziarie di Angelo Balducci e della cosiddetta "Cricca degli appalti" vengono ricostruite nel libro Romanzo immobiliare scritto dal giornalista Enzo Beretta .
Il 3 marzo 2010 esce su alcuni quotidiani una serie intercettazioni esplicite dalle quali Balducci risulta essere un assiduo cliente di un giro di prostituzione gay. Dalle intercettazioni due conoscenti di Balducci, Chinedu Thomas Ehiem, residente a Roma e corista nella Cappella Giulia e Lorenzo Renzi risultano essere gli intermediari tra i giovani e Balducci.
Il 10 giugno 2010 la Corte suprema di cassazione, accogliendo il ricorso di Balducci e di altri due indagati nell'inchiesta sugli appalti del G8 a La Maddalena, ha trasferito l'inchiesta da Firenze a Roma.
Il 13 luglio 2010 Angelo Balducci e Fabio De Santis hanno ottenuto gli arresti domiciliari.
Il 17 maggio 2013 il Tribunale di Roma, su richiesta dei pubblici ministeri Ilaria Calò e Roberto Felici, dispone a carico di Angelo Balducci il sequestro di dodici milioni di euro per reato di associazione per delinquere e corruzione in riferimento agli appalti pubblici per i cosiddetti «Grandi Eventi» (Campionati mondiali di nuoto 2009, il G8 a La Maddalena e le Celebrazioni per il 150º anniversario dell'Unità d'Italia). Il sequestro preventivo, eseguito dalla Guardia di Finanza e dai Carabinieri del ROS, ha riguardato numerosi immobili tra cui appartamenti nel centro storico di Roma, una villa con piscina, case nelle Dolomiti e in provincia di Pesaro, alcune autovetture, nonché conti correnti bancari e quote di partecipazione societarie. Sigilli anche alle quote della società Edelweiss Production, che ha prodotto alcuni dei film interpretati da Lorenzo Balducci, figlio dell'ex Provveditore alle opere pubbliche.
Il 7 giugno 2013 la Guardia di Finanza ha di nuovo proceduto al sequestro preventivo di beni per tredici milioni di euro nei confronti Angelo Balducci su richiesta del Procuratore della Repubblica di Roma Giuseppe Pignatone e dei suoi collaboratori. Il sequestro ha riguardato beni immobili, autoveicoli, motoveicoli, quote societarie e conti bancari nella disponibilità dello stesso Balducci, della moglie Rosanna Thau e dei figli Lorenzo e Filippo. Esso è scaturito dalle indagini condotte dalla Procure della Repubblica di Roma, Firenze e Perugia, che avevano portato nel febbraio 2010 anche all'emissione della misura di custodia cautelare in carcere nei confronti dell'alto funzionario pubblico per gravissime e ripetute condotte di corruzione, abuso d'ufficio ed associazione per delinquere. I reati sarebbero stati commessi quando Balducci esercitava le funzioni di Presidente del Consiglio superiore dei lavori pubblici e anche nel suo ruolo di figura di vertice del Dipartimento per lo sviluppo e la competitività del turismo, istituito presso la Presidenza del Consiglio dei ministri con competenza nell'assegnazione di appalti pubblici relativi ai cosiddetti «Grandi Eventi».
Il 9 novembre 2013 l'agenzia ANSA dà notizia dell'esistenza di un verbale d'ispezione redatto dalla Banca d'Italia su Banca delle Marche tra marzo e settembre 2013, in cui sono citate "diffuse irregolarità nei processi creditizi" a favore della cosiddetta "cricca" del G8 (ovvero i costruttori Anemone e l'ex provveditore Angelo Balducci). Le diciotto pagine del verbale ispettivo sono state trasmesse alla Procura di Ancona, che sta indagando per "plurimi reati societari e contro il patrimonio".
Il 20 gennaio 2014 è iniziato presso l'ottava sezione penale del Tribunale di Roma il processo per l'inchiesta sul G8 a La Maddalena e sulla gestione degli appalti connessi con alcuni dei «Grandi Eventi», che vede Angelo Balducci imputato per corruzione e associazione per delinquere assieme all'ex capo del Dipartimento della protezione civile Guido Bertolaso, al commissario straordinario per i Campionati mondiali di nuoto 2009 Claudio Rinaldi, al funzionario pubblico Mauro Della Giovampaola e all'ex provveditore alle opere pubbliche della Toscana Fabio De Santis.
Il 14 settembre 2014 il Tribunale di Roma ha definitivamente confiscato a Balducci e famiglia beni per un valore di tredici milioni di euro. All'ex funzionario è stata anche applicata la misura della sorveglianza speciale personale di pubblica sicurezza per tre anni, con obbligo di soggiorno nel Comune di Roma.  La decisione è legata al fatto che il Tribunale ha riconosciuto la pericolosità sociale di Balducci (art. 203 codice penale), dedito a traffici delittuosi e abituato a vivere abitualmente con i proventi di attività illecite.
Il 9 novembre 2015 il Tribunale di Perugia ha condannato Angelo Balducci, l'imprenditore Diego Anemone e l'avvocato Edgardo Azzopardi a nove mesi di reclusione con pena sospesa per concorso in rivelazione ed utilizzazione di segreti d'ufficio (art. 326 c.p.) in uno dei filoni dell'indagine sulla "cricca" che avrebbe gestito in maniera illecita gli appalti di alcuni "Grandi Eventi".
L'8 febbraio 2018 in relazione agli appalti del G8 Balducci viene condannato a 6 anni e 6 mesi, Anemone a 6 anni mentre Bertolaso viene assolto.

### L'appalto della Scuola Marescialli e la condanna in Cassazione
Il 31 ottobre 2013 Angelo Balducci è stato condannato in primo grado dal Tribunale di Roma, assieme a Fabio De Santis, per il reato di corruzione aggravata per atti contrari ai doveri d'ufficio (art. 319 c.p.) a tre anni e otto mesi di reclusione, al pagamento delle spese di custodia cautelare e all'interdizione dai pubblici uffici per cinque anni (artt. 28-29 c.p.). Inoltre, ad entrambi è stata attribuita l'incapacità a trattare con la pubblica amministrazione (art. 32 ter c.p.) per la durata della pena inflitta.
I fatti per i quali Balducci e De Santis sono stati ritenuti colpevoli, relativi all'appalto per la costruzione della Scuola allievi marescialli e brigadieri carabinieri di Firenze, si sono svolti tra il febbraio 2008 e la primavera del 2009.
Il 28 gennaio 2015 la Corte d'Appello di Roma ha confermato per Balducci e Fabio De Santis la condanna a tre anni ed otto mesi di reclusione per i reati di corruzione aggravata ed atti contrari ai doveri d'ufficio nell'appalto relativo alla costruzione della Scuola allievi marescialli e brigadieri carabinieri di Firenze; il successivo ricorso presentato dagli ex funzionari è stato respinto dalla sesta sezione penale della Corte suprema di cassazione nel febbraio 2016, rendendo in tal modo la condanna definitiva. Nelle motivazioni della condanna si legge che Balducci «ha offuscato l'imparzialità di settori strategici dell'azione amministrativa, oltre a incidere su interessi economici assai rilevanti» per il paese. Balducci e De Santis, inoltre, «hanno asservito in modo più o meno sistematico la funzione pubblica agli interessi privati», «smarrendo ogni sia pur remoto connotato di imparzialità». In particolare, dalle indagini è emerso che i due ex funzionari hanno percepito illecitamente utilità economiche e favori, quali soggiorni turistici, ristrutturazioni immobiliari gratuite, un Rolex del valore di migliaia di euro, incarichi professionali e l'avanzamento di carriera di De Santis, la cui nomina a Provveditore interregionale sarebbe stata favorita grazie all'intercessione di politici "amici".